# هرنی
هرنی (به فرانسوی: Herny) یک کمون در فرانسه است که در Canton of Faulquemont واقع شده‌است.

## خصوصیات
هرنی ۹٫۶۴ کیلومترمربع مساحت و ۳۹۴ نفر جمعیت دارد و ۲۵۰ متر بالاتر از سطح دریا واقع شده‌است.